# Басрі Дірімлілі
Басрі Дірімлілі (тур. Basri Dirimlili, нар. 7 червня 1929 — пом. 14 вересня 1997) — турецький футболіст, що грав на позиції захисника. По завершенні ігрової кар'єри — тренер.
Виступав, зокрема, за клуб «Фенербахче», а також національну збірну Туреччини.

## Клубна кар'єра
У дорослому футболі дебютував виступами за команду клубу «Ескішехір Демірспор». 
Своєю грою за цю команду привернув увагу представників тренерського штабу клубу «Фенербахче», до складу якого приєднався 1951 року. Відіграв за стамбульську команду наступні дванадцять сезонів своєї ігрової кар'єри.
Завершив професійну ігрову кар'єру у клубі «Каршияка», за команду якого виступав протягом 1963—1964 років.

## Виступи за збірну
У 1953 році дебютував в офіційних матчах у складі національної збірної Туреччини. Протягом кар'єри у національній команді, яка тривала 9 років, провів у формі головної команди країни 27 матчів.
У складі збірної був учасником  футбольного турніру на Олімпійських іграх 1952 року у Гельсінкі, чемпіонату світу 1954 року у Швейцарії.

## Кар'єра тренера
Розпочав тренерську кар'єру невдовзі по завершенні кар'єри гравця, 1965 року, очоливши тренерський штаб клубу «Ферікьой».
В подальшому очолював команди клубів «Вефаспор», «Самсунспор» та «Істанбулспор».
Останнім місцем тренерської роботи був клуб «Самсунспор», головним тренером команди якого Басрі Дірімлілі був з 1974 по 1975 рік.
Помер 14 вересня 1997 року на 69-му році життя.